# J (editor de texto)
J es un editor de texto para programadores, disponible bajo licencia GNU General Public License.

## Compatibilidad
J está escrito en Java y es ejecutable en Linux, Mac OS X, OS/2, Unix, VMS, y Windows. Es parte del proyecto ArmedBear Common Lisp (ABCL) en SourceForge.